# Михайло Шмеркін
Михайло Шмеркін (іврит: מיכאל שמרקין, нар. 5 лютого 1970 р) - ізраїльський фігурист, що виступав в чоловічому одиночному катанні та тренер з фігурного катання. Перший ізраїльський спортсмен, який представив Ізраїль на Зимових Олімпійських іграх. 10-разовий чемпіон Ізраїлю. Один із засновників Федерації фігурного катання Ізраїлю. Член федерації фігурного катання США. Двічі був прапороносцем Ізраїлю на Зимових Олімпійських Іграх.

## Біографія
Михайло Шмеркін народився 5 лютого 1970 року у місті Одесса. 
Дебютував на Чемпіонаті світу з фігурного катання серед юніорів 1985 року та посів 5 місце . Член збірної команди СРСР із 1983 по 1990 роки. Першим тренером стала Галина Змієвська. 
У 1990 році емігрував з всією сім’єю до ізраїлю, де навіть не було асоціації фігурного катання та почав тренуватися у«Canada Centre»(спортивний комплекс) міста Метула та тренування проходили без тренера. Перший чемпіонат, в якому представляв Ізраїль, був Чемпіонат світу в 1993 році, Прага та посів 19 місце.  На Зимових Олімпійських іграх 1994 в Ліллегаммері  вперше участником став Ізраїль,  був представлений 1 спортсменом в одному виді спорту (фігурне катання). Прапороносцем на церемоніях відкриття та закриття Олімпійських ігор був Михайло Шмеркін та зайняв 16 місце. Після досягнення 11-го місця на чемпіонатах світу 1995 та 1996 років, «Canada Centre» почала ставати олімпійським покриттям, було необхідне обладнання. «Канадці запитали мене: «Що потрібно фігуристам у країні? Я відповів, що у нас немає ковзанів. Наступного дня привезли 80 пар ковзанів. Зрештою я привіз до Ізраїлю ще 60 пар для дітей» Одним з них був Євген Краснопільський, якому на той час було 7 років .У 1997 році посів 14 місце на Чемпіонаті Європи та 15 місце на Чемпіонаті світу.  Потім фінішував 13-м на чемпіонаті Європи 1998 року. На Зимових Олімпійських іграх 1998 посів 18 місце. У 2001 році  зайняв 20 місце на Чемпіонаті Європи та 33 місце на Чемпіонаті світу. У 2002 році залишив фігурне катання після того, як йому відмовили в участі в Олімпійських іграх. 
В даний час тренер з фігурного катання спорткомплексу «Авіатор» у Брукліні, Нью-Йорк.